# Un flic explosif
Pour plus de détails, voir Fiche technique et Distribution.
Un flic explosif (Un poliziotto scomodo) est un poliziottesco réalisé par Stelvio Massi en 1978. Une version française de ce film a fait l’objet d’une exploitation directe en vidéo.

## Synopsis
Une série de meurtres oriente le commissaire Ormi sur la piste d’un trafic de diamants. Dans un climat de corruption généralisée, sa volonté d’incriminer un haut fonctionnaire des douanes, Degan, est soumise à rude épreuve. Ses méthodes brutales lui font cependant commettre l’irréparable et cette  bavure achève de discréditer son enquête. Muté dans une bourgade d’apparence paisible, il est de nouveau confronté à la pègre locale.

## Fiche technique
- Titre original : Un poliziotto scomodo
- Titre français : Un flic explosif[1],[2]
- Réalisation : Stelvio Massi
- Scénario : Gino Capone et Teodoro Agrimi d’après une histoire de Danilo Massi
- Directeur de la photographie : Sergio Rubini
- Musique : Stelvio Cipriani
- Sociétés de production : Produzioni Atlas Consorziate - S.r.l
- Genre : Poliziottesco
- Durée : 101 minutes (1h41)
- Date de sortie :
  - Italie : 23 décembre 1978
  - France : 10 décembre 1980[1]

## Distribution
- Maurizio Merli (VF : Dominique Paturel) : Commissaire Olmi
- Massimo Serato (VF : Jacques Berthier) : Degan
- Marco Gelardini: Marcello Degan
- Mario Feliciani : Le procureur
- Mimmo Pamalra : Corchi
- Attilio Duse : Ballarin
- Olga Karlatos : Anna